# Ува (море)
Ува (яп. 宇和海 ува-кай) — море в Японии, расположенное у берегов острова Сикоку (префектура Эхиме), является частью пролива Бунго.
Море Ува расположено в восточной части пролива Бунго, к югу от полуострова Садамисаки. На юге море ограничено островом Хибури и другими островами. В восточное побережье вдаётся крупный залив Увадзима. В море расположено 5 обитаемых и множество необитаемых островов.
Для моря характерно побережье типа риас. Глубина доходит до 100 м.
Море включено в национальный парк Асидзури-Увакай.
Район Ува изобилует рыбой благодаря питательным веществам, которые несут в него горные реки, влиянию тёплого течения Куросио и многочисленным рифам.